# Ove Key-Åhusen
Ove August Hugo Key-Åhusen, född den 24 oktober 1905 i Höreda, död den 20 juli 1959 i Stockholm, var en svensk författare.

## Biografi
Föräldrar var majoren Christer Malcolm Hugo Key-Åberg och Ulrika Emilia Åman. Han genomgick Linköpings högre allmänna läroverk och företog studieresor i Europa och Nordamerika. Key-Åhusen medarbetasde även i dagspressen.